# Альпертон (станція метро)
51°32′27″ пн. ш. 0°17′59″ зх. д. / 51.540833° пн. ш. 0.299722° зх. д.
Альпертон (англ. Alperton) — станція лінії Пікаділлі Лондонського метро. Розташована у 4-й тарифній зоні, у районі Альпертон, між станціями — Парк-Роял та Садбері-таун. Пасажирообіг на 2017 рік — 3.05 млн осіб.

## Історія
- 28. червня 1903: відкриття станції Перівеїл-Альпертон у складі лінії Метрополітен-Дистрикт[en]
- 7. жовтня 1910: перейменовано на Альпертон
- 4. липня 1932: трафік станцією змінено з лінії Дистрикт на Пікаділлі

## Пересадки
- На автобуси London Buses маршрутів: 79, 83, 224, 245, 297, 483, 487 та цілодобовий маршрут 297

## Послуги
| Попередня станція | Лінія | Лінія                            | Лінія | Наступна станція |
| ----------------- | ----- | -------------------------------- | ----- | ---------------- |
| Парк-Роял         |       | Лондонське метро Лінія Пікаділлі |       | Садбері-таун     |